# Ingeniería topográfica
La ingeniería topográfica es una rama de la ingeniería orientada a fomentar la producción y apropiación del conocimiento y estudio de la topografía, impartiendo una educación científico- ambiental en la búsqueda de la comprensión de la información acerca de la tierra, de la racionalidad en el uso de los recursos naturales y la conservación de medio ambiente. Contribuye al desarrollo sostenible del país, mediante una cultura investigadora que permita formar un profesional íntegro, analítico, crítico y capaz de proponer soluciones a la problemática social del medio dentro del cual se encuentra inmerso, el profesional de la ingeniería topográfica está capacitado para interaccionar con otros grupos de trabajo en el ámbito de su competencia, para laborar en los niveles de planeación, organización, dirección y ejecución en las áreas de Geomática, Sistemas de Información Geográfica, Cartografía, Geodesia, Topografía, Fotogrametría y Ciencia afines, con el objeto de establecer el marco geográfico y geométrico de referencia en todos los proyectos en que se apliquen estas disciplinas.
"Gracias a su comprensión del recurso tierra y por ser la topografía una ciencia de la cual dependen muchas profesiones para su realización el Ingeniero Topográfico esta también en la capacidad de gerenciar, administrar, dirigir, diseñar e implementar proyectos de obras civiles que son más de su competencia tales como obras viales, túneles, acueductos y alcantarillados, ductos , poliductos, gasoductos, riegos y drenajes, represas, embalses,  estabilización de taludes movimientos de tierra, minería a cielo abierto y subterránea, así mismo realizar la interventoría de los anteriores.
Por otra parte también realiza modelamiento y simulación de fenómenos naturales, mediciones gravimétricas, catastro, ordenamiento territorial, diseño e implementación sistemas de información geográfica, bases de datos, generación de cartografía, exploración sísmica, prospección sísmica,  diseño e implementación de proyectos de recursos minerales y del petróleo, diseño e implementación de sistemas de posicionamiento global en tiempo real, procesamiento y análisis de información satelital “Imágenes” así como generación de productos derivados de esta;  Su campo de acción es ilimitado ya que el recurso tierra es la esencia de realización de muchas profesiones y este profesional no depende para su comprensión y manipulación de otros.
Gracias a los avances tecnológicos posee mejores herramientas para su oficio como son los Satélites, los Radares, la Tecnología Lidar así como programas de avanzada entre otros.
La Topografía “Nano-Micro y Macrotopografia”, en el tiempo gracias a los avances tecnológicos y de las necesidades de una mejor comprensión y aprovechamiento del recurso tierra y de sus aplicaciones en otros campos,  evolucionó a la ingeniería Topográfica la cual finalmente en otros países se ha transformado a la Ingeniería Geomática, cuyo campo de acción es muy amplio y de la cual su padre es un científico Francés “Topógrafo y Fotogrametrísta”. Es la Ingeniería de Ingenierías"².